# Parti des ouvriers et des paysans
Ne doit pas être confondu avec Parti ouvriers-paysans japonais.
Le Parti des ouvriers et des paysans (労働農民党, Rōdōnōmintō) est un ancien parti politique japonais fondé en mars 1926 puis dissous par le gouvernement japonais le 11 avril 1928. 
Fondé pour prendre la suite du Parti des paysans et des ouvriers (農民労働党, Nōminrōdōtō), dont l'existence n'avait duré que deux heures le 1er décembre 1925 avant d'être interdit par le gouvernement, il est dès ses débuts très proche de membres du Parti communiste japonais (PCJ), qui est illégal. Cette influence du PCJ fait que le parti met en avant la lutte des classes. Il est alors la gauche légale du mouvement ouvrier japonais. À la suite de l'incident du 15 Mars, le parti est dissous.
Ikuo Oyama en est le président,.
Au moment de sa dissolution en 1928, on estime que le parti possède 90 000 membres répartis en 131 sections locales.

## Histoire

### Campagnes de 1927 et 1928

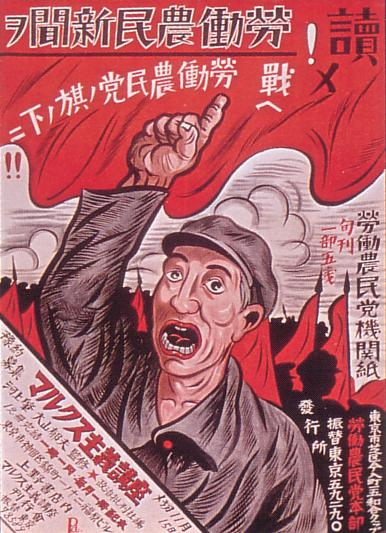
Affiche pour les législatives de 1928.

Le parti participe aux deux premières élections au suffrage universel masculin au Japon.
Aux élections préfectorales de 1927, le parti présente 108 candidats, 13 seront élus : neuf dans des zones rurales et quatre dans des zones urbaines. L'essentiel des votes provenant d'endroits où l'Union paysanne japonaise est la plus active : dans les préfectures de Kagawa, Niigata, Akita et Hyōgo. Au total les candidats engrangent 119 169 voix.
Aux élections législatives japonaises de 1928, le parti présente dans son programme des revendications pour la fin de toute forme de discrimination raciale ainsi que pour la réduction des forces armées. Influencé par ses liens avec le Parti communiste japonais (PCJ), les slogans marxistes et révolutionnaires comme « Établissement du gouvernement des ouvriers et des paysans ! » ou « Vive la dictature du prolétariat ! » sont utilisés pendant la campagne,.
En effet, onze candidats du Parti des ouvriers et des paysans pour ces élections sont communistes ou membres du PCJ. Parmi eux, Kyūichi Tokuda qui sera plus tard secrétaire général du PCJ, ou le syndicaliste Kenzo Yamamoto qui est un membre proéminent de ce même parti. Ce dernier se présente dans la 1er circonscription de Hokkaido et compte Takiji Kobayashi dans son équipe de campagne,,.
La campagne est marquée par une grande interférence de la part du gouvernement. Le gouvernement faisant preuve d'une répression particulièrement féroce à l'encontre des partis prolétariens : les meetings électoraux, notamment ceux de Ikuo Oyama, sont interrompus ou annulés par la police pour des motifs fallacieux, les militants arrêtés et certains quartiers généraux perquisitionnés.
Les 40 candidats du Parti des ouvriers et des paysans reçoivent au total 181 141 votes, soit 1,9 % des voix exprimées nationalement. Certaines sources faisant état de 193 047 voix provenant à 77 % des zones rurales, où le parti avait investi 32 de ses candidats. Deux candidats sont élus : Senji Yamamoto et Chōzaburō Mizutani.
Le Parti des ouvriers et des paysans entre ensuite en négociation avec les deux autres partis prolétariens ayant eu des élus à ces élections pour former un groupe parlementaire. Ces deux derniers posent comme première condition que le Parti des ouvriers et des paysans abandonne toute référence au communisme, avant d'abandonner cette demande et d'accepter de joindre leurs forces.

## Résultats électoraux

### Élections préfectorales
| Année | 1er tour | 1er tour | Élus   |
| Année | Voix     | %        | Élus   |
| ----- | -------- | -------- | ------ |
| 1927  | 119 169  |          | 13 / ? |

### Élections législatives
| Année | 1er tour | 1er tour | Sièges  |
| Année | Voix     | %        | Sièges  |
| ----- | -------- | -------- | ------- |
| 1928  | 181 141  | 1,9      | 2 / 466 |